# Preguiça (Velas)

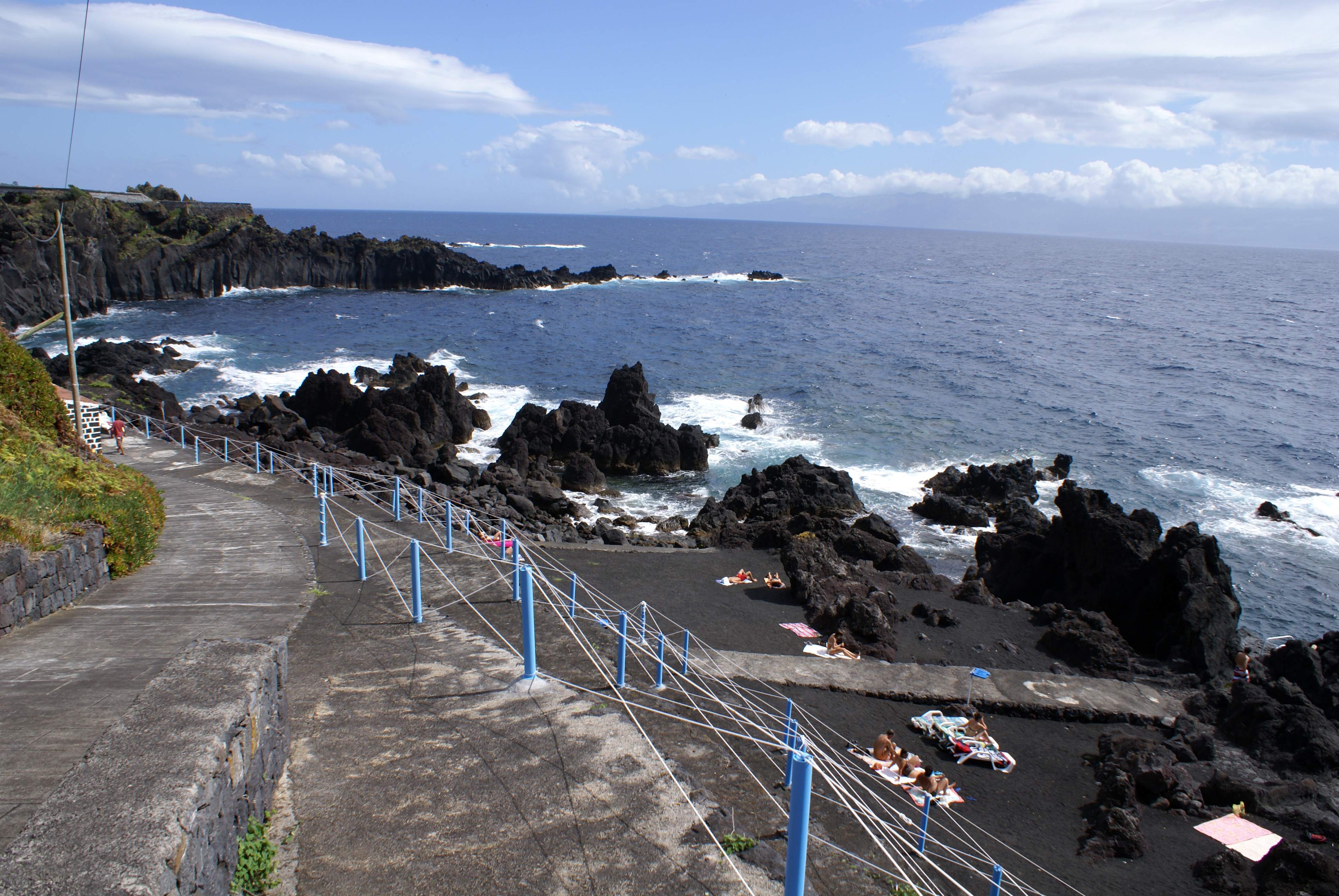
Zona balnear da Preguiça, vista parcial

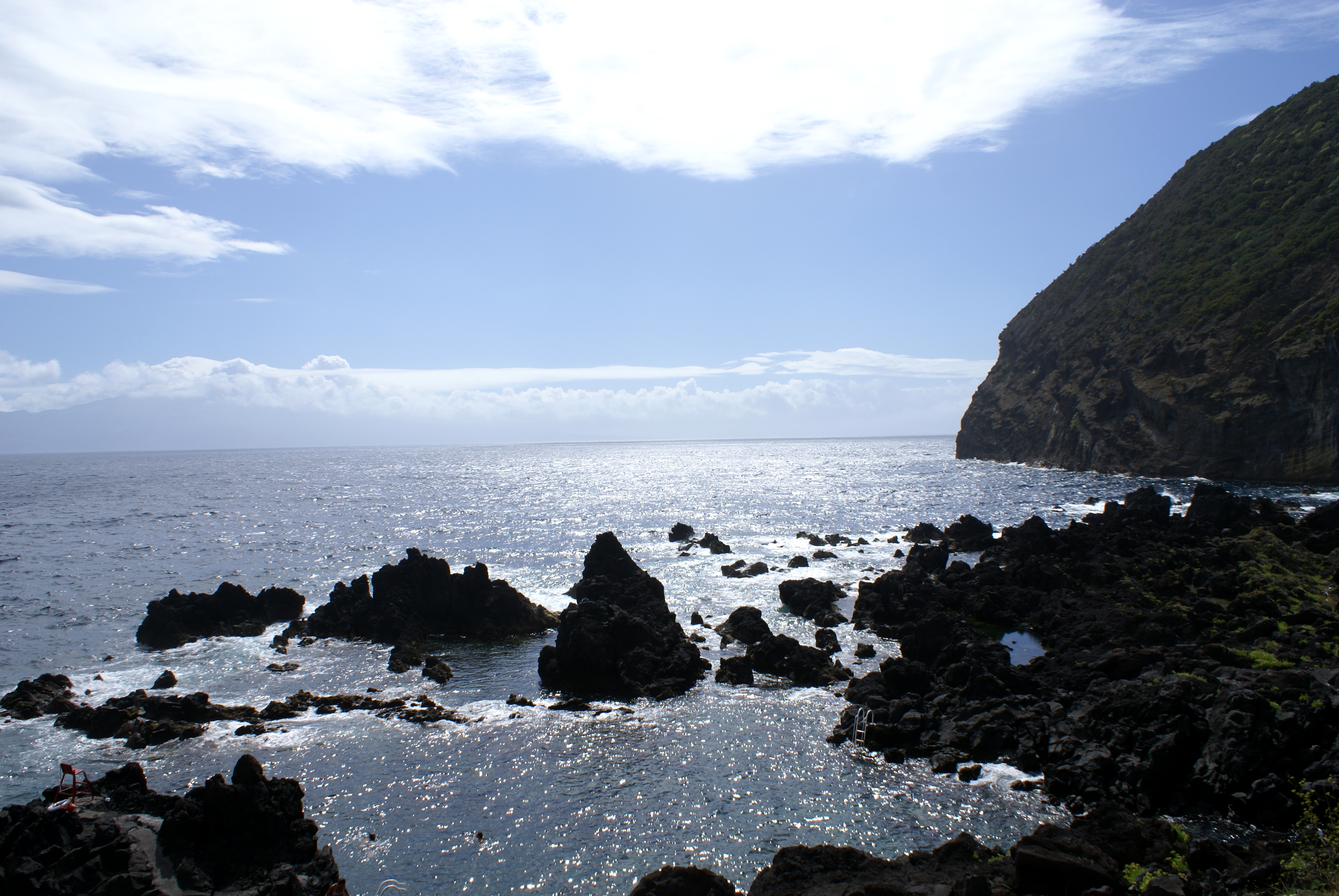
Zona balnear da Preguiça

A zona balnear da Preguiça localiza-se no município de Velas, na costa sul da ilha de São Jorge, nos Açores.
Constitui-se numa das principais zonas balneares da ilha, habitualmente galardoada com a distintiva Bandeira Azul da União Europeia.